# だからパパには敵わない
『だからパパには敵わない』(だからパパにはかなわない)は、遠藤淑子による日本の漫画作品。『花とゆめ』(白泉社)で、1991年から1993年まで連載。花とゆめコミックス（全1巻）、白泉社文庫（全1巻）が刊行された。
1話完結のコメディーを基軸としながら、家族のあり方をテーマとした作品。札幌市を舞台としている。
2006年刊行の白泉社文庫版の巻末で、同シリーズ13年ぶりの短編書き下ろし作品「花嫁とパパ」が掲載された。

## あらすじ
元不良の武闘派女子高校生、植村十子(とおこ)の父親は、フランス田舎料理店を経営するアメリカ人、レイモンド植村。十子の母親一子(いちこ)は、当時小学生の十子を連れてレイモンドと再婚したものの、わずか1週間後に事故で亡くなり、以来、レイモンドは血のつながらない娘を育ててきた。十子は、フランスに行ったこともなく、料理は下手で、焦ると英語すら出てこない「インチキオヤジ」と乱闘ドタバタ劇を繰り広げながらも、家族の暖かさを感じ取っていく。

## 主な登場人物
植村十子（うえむら とおこ）
中学時代はアメリカ人の継父レイモンドに反発し、かなりハードな不良だった女子高校生で、今も売られたけんかはきっちり返す主義。マイペースなレイモンドに絶えず調子を狂わされる。札幌市営地下鉄東西線沿線に自宅がある。
レイモンド植村（レイモンド うえむら）
結婚直後に十子の実母一子と死別したアメリカ人。札幌市中央区の地下鉄西18丁目駅近辺にあるフランス田舎料理店のオーナーシェフながら、フランスに行ったことがなく、料理は下手。通称「レイさん」。日常生活では間抜けな言動が目立ち、その都度十子をほんろうさせるが、いざというときには的確な一言を十子に与える。
祖母
十子の祖母で一子の実の母親。レイモンドからは義母にあたる。2人とともに暮らし、レイモンド以上のマイペースさで2人を見守る。クリスチャンで洗礼名は「クリスティーナ」。
中谷（なかたに）
暴力団員に囲まれていたところを十子に助けられた男子高校生。十子の圧倒的なけんか強さに感動して手下になる。

## 各話一覧
（かっこ内は花とゆめ掲載号）
- 「パパと踊ろう」(1991年23号)
- 「だからパパには敵（かな）わない」(1992年13号)
- 「パパは恋人」(1992年19号)
- 「うちのパパにかぎって」(1993年5号)
- 「うちのパパにかぎって2」(1993年7号)
- 「うちのパパにかぎって3」(1993年9号)
- 「花嫁とパパ」(白泉社文庫版書き下ろし)